# NGC 5161
NGC 5161 (другие обозначения — ESO 383-4, MCG −5-32-31, UGCA 359, IRAS13264-3255, PGC 47321) — спиральная галактика (Sc). Находится на расстоянии около 68 млн световых лет в созвездии Центавра.
Этот объект входит в число перечисленных в оригинальной редакции «Нового общего каталога».
NGC 5161 относится к так называемым «галактикам с вереницами» (длинными прямыми изолированными отрезками спиральных рукавов), которые выделил Б. А. Воронцов-Вельяминов. «Вереницы» здесь необычно прямые. Наиболее длинная из них очень тонкая.
В галактике в 1974 и 1998 годах наблюдались две вспышки сверхновых. Первая из них получила обозначение SN 1974B, тип неизвестен, пиковая видимая звёздная величина составила 14,5m. Вторая обозначена SN 1998E, имела тип II, её пиковая звёздная величина составила 16,5m.